# Payzac (Ardèche)

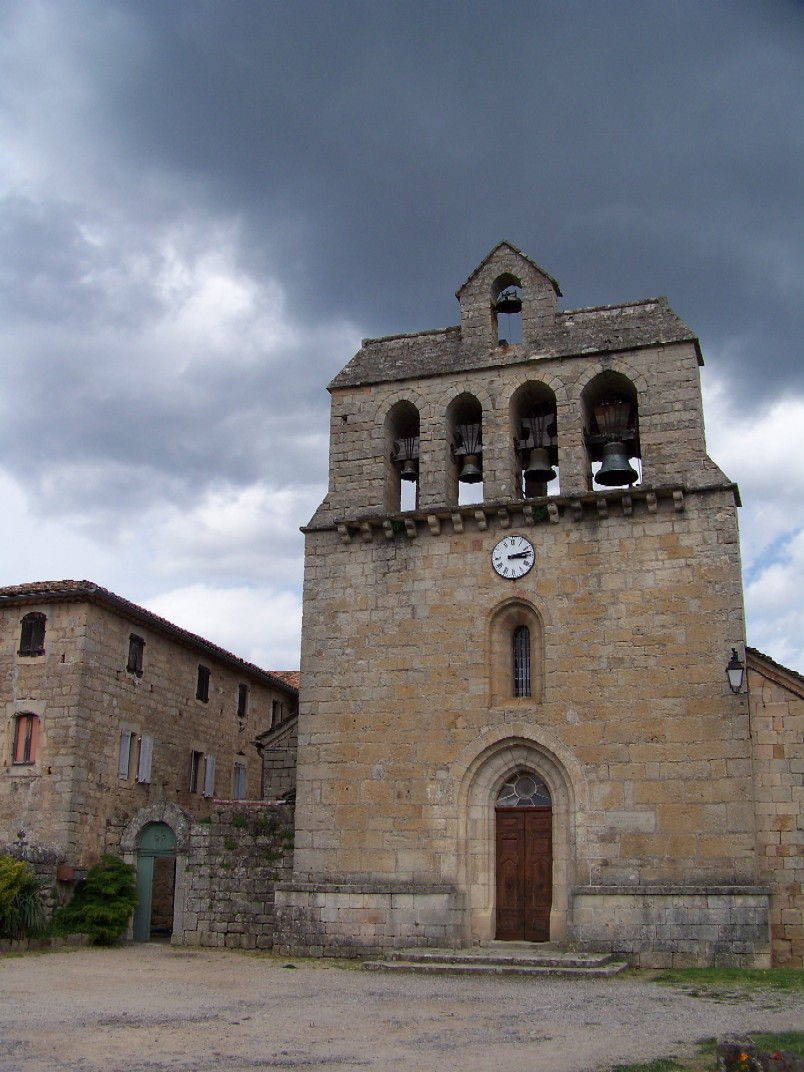
Kościół św. Piotra (2008)

Payzac – miejscowość i gmina we Francji, w regionie Owernia-Rodan-Alpy, w departamencie Ardèche.
Według danych na rok 1990 gminę zamieszkiwało 436 osób, a gęstość zaludnienia wynosiła 32 osoby/km² (wśród 2880 gmin regionu Rodan-Alpy Payzac plasuje się na 1202. miejscu pod względem liczby ludności, natomiast pod względem powierzchni na miejscu 868.).